# تشاك رايلي
تشاك رايلي (بالإنجليزية: Chuck Riley)‏ هو سياسي أمريكي، ولد في 31 مايو 1939 في إلينوي في الولايات المتحدة. حزبياً، نشط في الحزب الديمقراطي. وقد انتخب عضو مجلس ولاية أوريغون وانتخب عضو مجلس نواب أوريغون.

## وصلات خارجية
- الموقع الرسمي